# Odomez
Odomez é uma comuna francesa na região administrativa de Altos da França, no departamento do Norte. Estende-se por uma área de 4.87 km². Em 2010 a comuna tinha 941 habitantes (densidade: 193,2 hab./km²).